# Sala Nezahualcóyotl
La Sala Nezahualcóyotl es una sala de conciertos fundada el 30 de diciembre de 1976, creada para ser la sede de la Orquesta Filarmónica de la Universidad Nacional Autónoma de México. El arquitecto fue Arcadio Artis, mientras que el diseño acústico estuvo a cargo de Christopher Jaffe. Cuenta con un escenario de 240 metros cuadrados y con 4,900 metros cuadrados de área de servicios. Está inspirada en el diseño de la Filarmónica de Berlín y en la acústica del Concertgebouw de Ámsterdam.

## Características
El auditorio a cargo de los arquitectos Orso Núñez Ruiz Velasco y Arcadio Artis fue construido entre los años 1975 y 1976, con un costo aproximado de mil 600 millones de pesos, cuenta con una capacidad para albergar a 2.229 personas y se encuentra ubicada dentro del Centro Cultural Universitario de la Universidad Nacional Autónoma de México al sur de la Ciudad de México.
El carácter moderno de la Sala consiste en la disposición del escenario, rodeada de asientos en todas partes del escenario. Es considerada en la actualidad como una de las salas más importantes de México y América Latina.
La Sala Nezahualcóyotl se distingue por contar con un arreglo de paneles suspendidos sobre el escenario y buena parte del auditorio, una sus funciones es precisamente reflejar la energía sonora, que emana verticalmente de la orquesta y redirigirla hacia las butacas. Cada una de éstas cuenta con un respaldo de madera que ayuda al rebote del sonido.
Cuenta con camerinos y salón de ensayos, este último mide aproximadamente 18.50 metros de ancho por 12.30 metros de fondo y gracias a la instalación de paneles acústicos y una alfombra, es posible que la orquesta esté tocando en el escenario al mismo tiempo que otro ensamble se encuentra ensayando en la parte inferior.
El diseño es ejemplo de la arquitectura brutalista, sello del arquitecto Orso Núñez Ruiz Velasco 

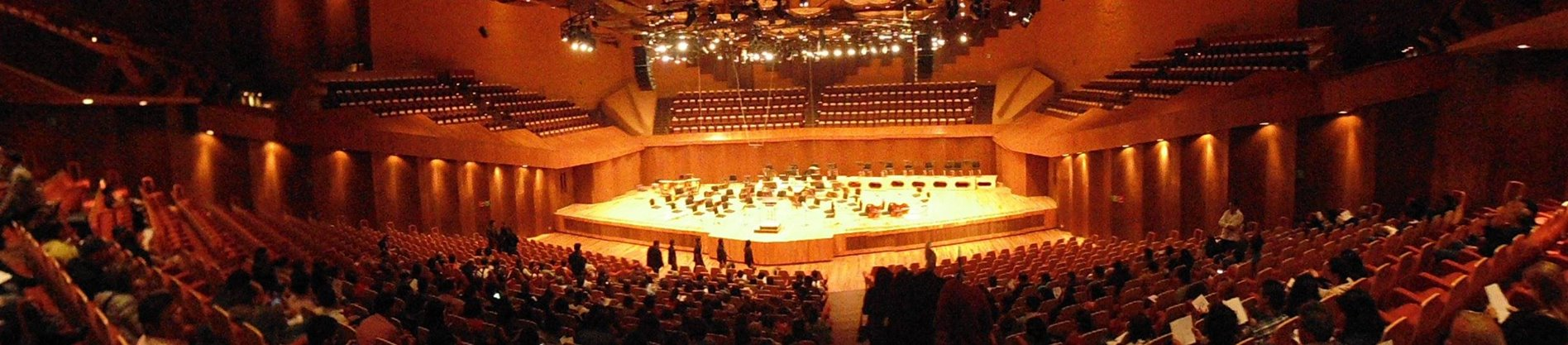
Concierto en la Sala Nezahualcóyotl.

## Sede de la OFUNAM
La construcción de la Sala Nezahualcóyotl sirvió para darle una sede definitiva a la Orquesta Filarmónica de la UNAM, que ofrecía sus conciertos o ensayaba, desde sus primeros años —cuando aún se llamaba Orquesta Sinfónica de la UNAM— en los auditorios Justo Sierra de la Facultad de Filosofía y Letras, en el Raoul Fournier de la Facultad de Medicina, o en el teatro Carlos Lazo de la Facultad de Arquitectura.

## Galería recinto exterior

Diferentes vistas de la Sala Nezahualcóyotl
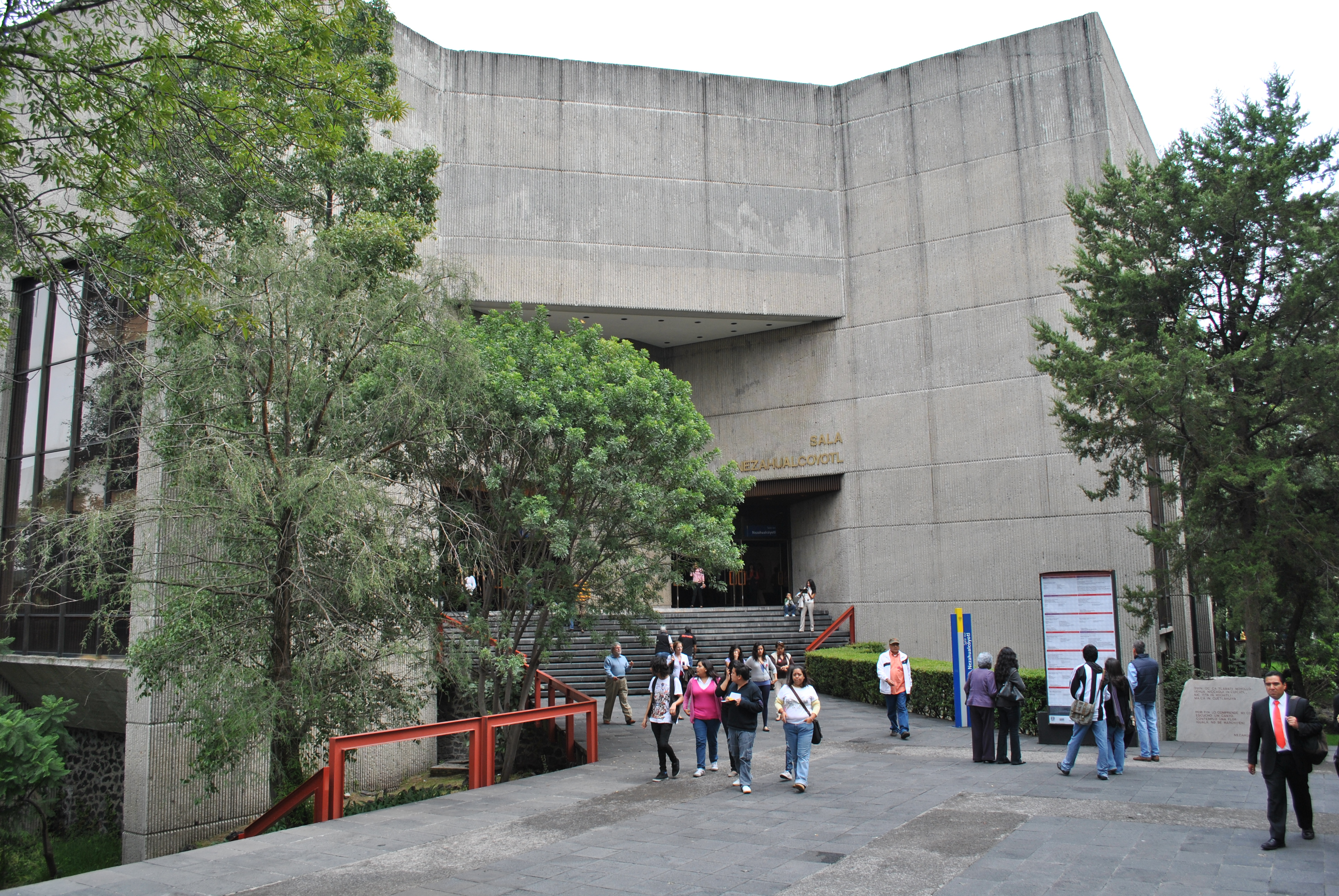
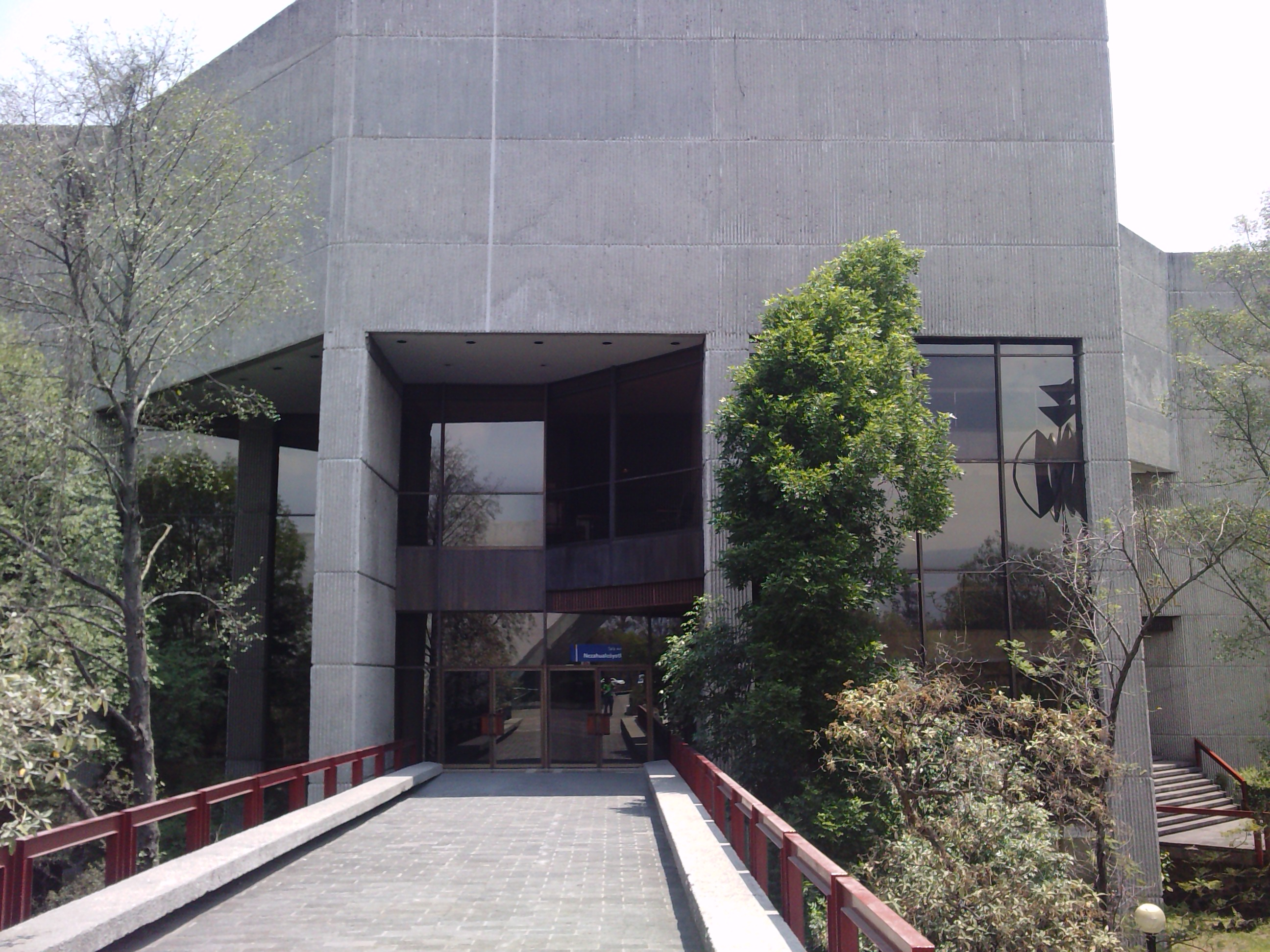
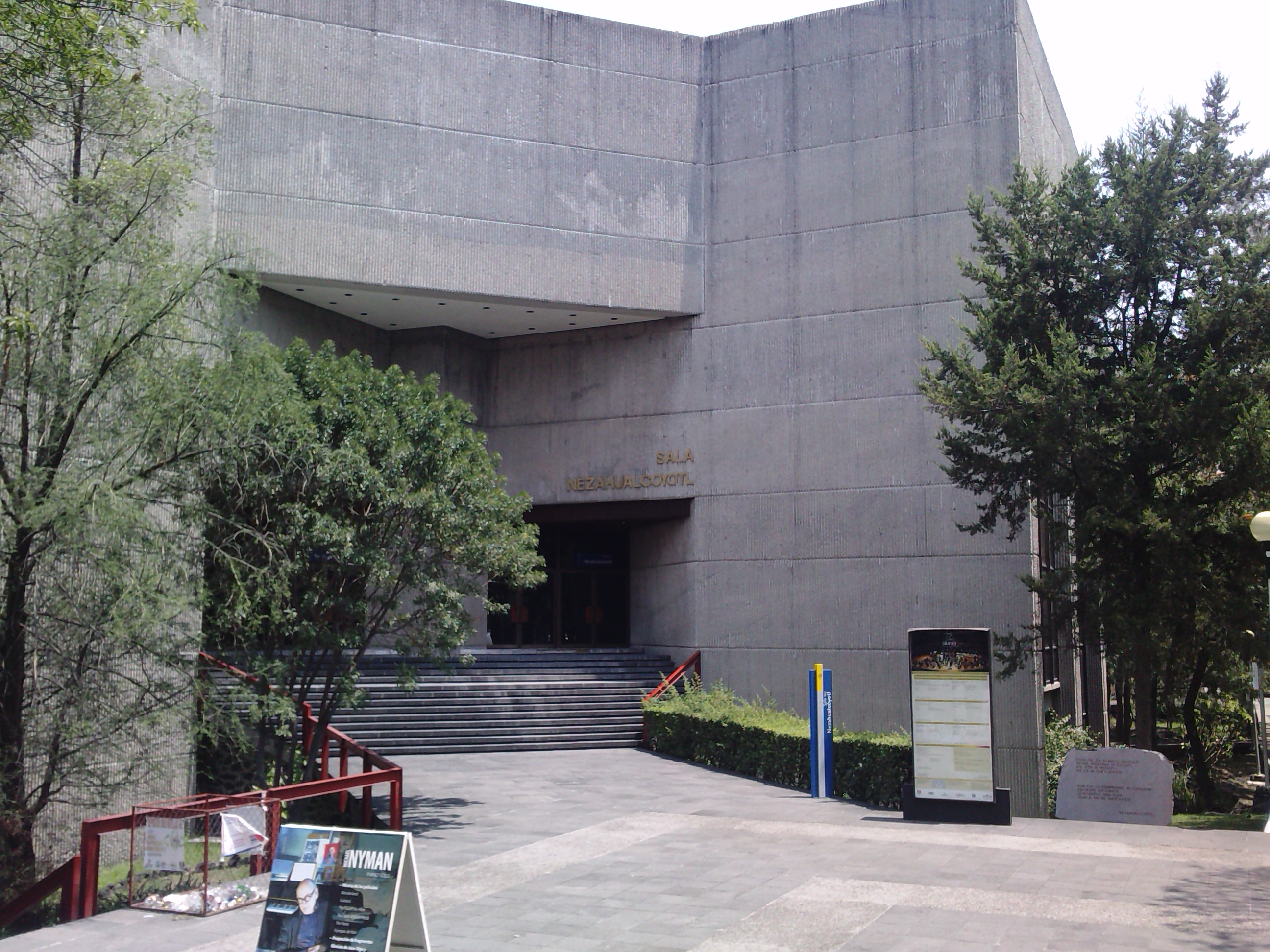